# Bryce Dejean-Jones
Bryce Dejean-Jones (Los Ángeles, California; 21 de agosto de 1992-Dallas, Texas; 28 de mayo de 2016) fue un baloncestista estadounidense que jugó una temporada como profesional. Con 1,98 metros de altura, jugaba en la posición de escolta. 

## Trayectoria deportiva

### Universidad
Jugó una temporada con los Trojans de la Universidad del Sur de California, disputando 18 partidos, 10 de ellos como titular, en los que promedió 7,6 puntos y 3,6 rebotes por partido.
Al año siguiente fue transferido a los Rebels de la Universidad de Nevada-Las Vegas, pasando una temporada en blanco debido a la normativa de la NCAA. Allí jugó dos temporadas, en las que promedió 11,8 puntos y 4,1 rebotes por partido.
En 2014 volvió a ser transferido, en esta ocasión a los Cyclones de la Universidad Estatal de Iowa, donde jugó una última temporada como universitario, en la que promedió 10,5 puntos y 4,7 rebotes por partido.

### Profesional
Tras no ser elegido en el Draft de la NBA de 2015, se unió a los New Orleans Pelicans para disputár las ligas de verano, firmando contrato por el equipo. Poco antes del inicio de la temporada 2015-2016 fue cortado, tras haber disputado 7 partidos de pretemporada.
En el mes de diciembre fue contratado por los Idaho Stampede de la NBA D-League, para un mes después firmar un contrato por diez días de nuevo con los Pelicans, y ya en su cuarto partido salió como titular reemplazando al lesionado Tyreke Evans. En 34 minutos, consiguió 14 puntos, 2 rebotes y 2 asistencias. El 1 de febrero firmó un nuevo contrato por 10 días, continuando como titular.

## Fallecimiento
El 28 de mayo de 2016, Dejean-Jones murió cuando le dispararon después de abrir de una patada la puerta principal cerrada y la puerta cerrada del dormitorio de un apartamento de Camden Belmont en Dallas que erróneamente pensó que pertenecía a su novia. Estaba visitando a su novia, que vivía en el piso de arriba, para el primer cumpleaños de su hija. Dejean-Jones tenía la intención de volver a entrar a su apartamento después de salir a dar un paseo después de una discusión con ella, pero en lugar de eso fue a otro apartamento un piso debajo del apartamento de su novia en el cuarto piso. 
Aproximadamente a las 3:20 am, Dejean-Jones forzó la puerta principal del apartamento del tercer piso. Mientras gritaba llamando a su novia, Dejean-Jones se acercó y abrió de una patada la puerta del dormitorio dentro del apartamento. El residente, que había estado durmiendo, pensó que la persona que irrumpió tenía la intención de atacarlo, por lo que procedió a coger y disparar una pistola en defensa propia a Dejean-Jones a través de la puerta del dormitorio, alcanzándole en el abdomen. Dejean-Jones, de 23 años, fue declarado muerto en un hospital de Dallas. Según su agente, esta era la primera vez que Dejean-Jones visitaba el nuevo apartamento de su novia. Dejean-Jones fue el primer jugador activo de la NBA en morir desde 2007, cuando Eddie Griffin murió en un accidente de tráfico.

## Estadísticas de su carrera en la NBA

### Temporada regular
| Año     | Equipo      | PJ | PT | MPP  | %TC  | %3P  | %TL  | RPP | APP | ROB | TPP | PPP |
| ------- | ----------- | -- | -- | ---- | ---- | ---- | ---- | --- | --- | --- | --- | --- |
| 2015-16 | New Orleans | 14 | 11 | 19.9 | .406 | .375 | .524 | 3.4 | 1.1 | .7  | .1  | 5.6 |
| Total   | Total       | 14 | 11 | 19.9 | .406 | .375 | .524 | 3.4 | 1.1 | .7  | .1  | 5.6 |